# Emily Cook
Emily Cook (ur. 1 lipca 1979 w Bostonie) – amerykańska narciarka dowolna. Specjalizuje się w skokach akrobatycznych.
Startowała na Igrzyskach w Turynie i Igrzyskach w Vancouver, gdzie zajęła odpowiednio 19 i 11. miejsce w skokach akrobatycznych. Brała udział sześciokrotnie w mistrzostwach świata. Najlepszy wynik uzyskała na mistrzostwach w Inawashiro, gdzie uplasowała się na 4. miejscu w skokach akrobatycznych. Najlepsze wyniki w Pucharze Świata osiągnęła w sezonie 2000/2001, kiedy to zajęła 10. miejsce w klasyfikacji generalnej a w klasyfikacji skoków akrobatycznych uplasowała się na 6 pozycji.

## Osiągnięcia

### Igrzyska olimpijskie
| Miejsce | Dzień     | Rok  | Miejscowość | Konkurencja        | Zwycięzca     |
| ------- | --------- | ---- | ----------- | ------------------ | ------------- |
| 19.     | 22 lutego | 2006 | Turyn       | Skoki akrobatyczne | Evelyne Leu   |
| 11.     | 24 lutego | 2010 | Vancouver   | Skoki akrobatyczne | Lydia Lassila |
| 8.      | 14 lutego | 2014 | Soczi       | Skoki akrobatyczne | Ałła Cuper    |

### Mistrzostwa świata
| Miejsce | Dzień       | Rok  | Miejscowość          | Konkurencja        | Zwycięzca      |
| ------- | ----------- | ---- | -------------------- | ------------------ | -------------- |
| 18.     | 13 marca    | 1999 | Meiringen-Hasliberg  | Skoki akrobatyczne | Jacqui Cooper  |
| 12.     | 20 stycznia | 2001 | Whistler             | Skoki akrobatyczne | Veronika Bauer |
| 7.      | 18 marca    | 2005 | Ruka                 | Skoki akrobatyczne | Li Nina        |
| 6.      | 10 marca    | 2007 | Madonna di Campiglio | Skoki akrobatyczne | Li Nina        |
| 4.      | 4 marca     | 2009 | Inawashiro           | Skoki akrobatyczne | Li Nina        |
| 7.      | 4 lutego    | 2011 | Deer Valley          | Skoki akrobatyczne | Cheng Shuang   |
| 10.     | 7 marca     | 2013 | Voss                 | Skoki akrobatyczne | Xu Mengtao     |

### Puchar Świata

#### Miejsca w klasyfikacji generalnej
- sezon 1997/1998: 54.
- sezon 1998/1999: 24.
- sezon 1999/2000: 38.
- sezon 2000/2001: 10.
- sezon 2001/2002: 27.
- sezon 2004/2005: 42.
- sezon 2005/2006: 21.
- sezon 2006/2007: 95.
- sezon 2007/2008: 22.
- sezon 2008/2009: 21.
- sezon 2009/2010: 50.
- sezon 2010/2011: 17.
- sezon 2011/2012: 46.
- sezon 2012/2013: 14.
- sezon 2013/2014: 21.

#### Miejsca na podium w zawodach
1. Deer Valley – 6 stycznia 2001 (skoki akrobatyczne) – 3. miejsce
2. Apex – 19 marca 2006 (skoki akrobatyczne) – 3. miejsce
3. Moskwa – 1 marca 2008 (skoki akrobatyczne) – 1. miejsce
4. Lake Placid – 18 stycznia 2009 (skoki akrobatyczne) – 3. miejsce
5. Deer Valley – 30 stycznia 2009 (skoki akrobatyczne) – 3. miejsce
6. Moskwa – 12 lutego 2011 (skoki akrobatyczne) – 1. miejsce
7. Mont Gabriel – 15 stycznia 2012 (skoki akrobatyczne) – 2. miejsce
8. Lake Placid – 18 stycznia 2013 (skoki akrobatyczne) – 3. miejsce
9. Bukowel – 23 lutego 2013 (skoki akrobatyczne) – 1. miejsce

- W sumie (3 zwycięstwa, 1 drugie miejsce i 5 trzecich miejsc).